# Liste kurdischer Konflikte und Kriege
Eine Liste ausgewählter kurdischer Aufstände, Revolten und Kriege:

## Liste der Konflikte
| Datum                                                     | Aufstand                                                                             | Ort                                   | Ergebnis |
| --------------------------------------------------------- | ------------------------------------------------------------------------------------ | ------------------------------------- | --- |
| 1506–1510                                                 | Jesidischer Aufstand gegen die Safawiden                                             | Safawidisches Imperium                | Eine Entscheidungsschlacht, in welcher viele Führungspersönlichkeiten des Schahs Ismail I. getötet wurden; Niedergeschlagen. |
| 1609–1610                                                 | Schlacht bei Dimdim                                                                  | Safawidisches Imperium                | Niedergeschlagen |
| 1775                                                      | Bajalan Rebellion                                                                    | Zand-Dynastie                         | Niedergeschlagen |
| 1806–1808                                                 | Baban Insurrektion                                                                   | Osmanisches Reich                     | Waffenstillstand, jedoch spätere Niederschlagung des Baban-Reiches im Jahre 1850. |
| 1880–1881                                                 | Von Scheich Ubeydallah angeführte Revolte von Nehri gegen die türkischen Kadscharen. | Kadscharen Dynastie                   | Niedergeschlagen |
| 1919–1922                                                 | Erste Revolte des kurdischen Scheichs Mehmûd Berzincî                                | Königreich Irak                       | Niedergeschlagen |
| 1918–1922                                                 | Erste Revolte des kurdischen Aghas Simko Schikak                                     | Iran                                  | Niedergeschlagen |
| 6. März 1921 – 17. Juni 1921                              | Koçgiri-Aufstand                                                                     | Türkei                                | Niedergeschlagen |
| November 1922 - Juli 1924                                 | Zweite Mehmûd Berzincî Revolte und Ausrufung des Königreiches Kurdistan              | Königreich Irak, Königreich Kurdistan | Ausrufung des kurdischen Königreiches |
| 8. Februar - März, 1925                                   | Scheich-Said-Aufstand                                                                | Türkei                                | Niedergeschlagen |
| 1926                                                      | Zweite Simko Schikak Revolte                                                         | Iran                                  | Niedergeschlagen, Simko flieht in das britische Mandatsgebiet Irak |
| Oktober 1927 - September 17, 1930                         | Erster, zweiter und dritter Ararat-Aufstand                                          | Republik Ararat, Türkei               | Niedergeschlagen, Republik Ararat aufgelöst. |
| 1931–1932                                                 | Ahmed Barzani Aufstand                                                               | Königreich Irak                       | Niedergeschlagen, kleinere Aufstände bis 1933, eine weitere Revolte wurde 1943 gestartet |
| 1935                                                      | Jesiden-Aufstand 1935                                                                | Britisches Mandat Mesopotamien        | Niedergeschlagen |
| 20. März 1937 - November 1937 Januar 1938 - Dezember 1938 | Dersim-Aufstand                                                                      | Türkei                                | Niedergeschlagen, endete im Dersim-Massaker |
| 1941–1944                                                 | Hama Rashid Aufstand                                                                 | Iran                                  | Niedergeschlagen, Hama Rashid in den Irak abgeschoben |
| November 1945 – 15. Dezember 1946                         | Irankrise                                                                            | Iran, Republik Mahabad                | Ausrufung der Republik Mahabad, später mit Hilfe des Vereinigten Königreiches durch den Iran niedergeschlagen |
| 11. September 1961 – 1970                                 | Erster irakisch-kurdischer Krieg                                                     | Irak                                  | Pattsituation, führte zum Autonomie-Abkommen zwischen dem Irak und Kurdistan |
| 1967                                                      | Kurdischer Aufstand im Iran                                                          | Iran                                  | Niedergeschlagen, auch mit Hilfe der PDK |
| April 1974 – 1975                                         | Zweiter irakisch-kurdischer Krieg                                                    | Irak                                  | Kurden besiegt, der Irak stellt die volle Kontrolle über Kurdistan wieder her |
| 1976–1978                                                 | PUK-Aufstand                                                                         | Irak                                  | Unentschieden, führte zum kurdischen Aufstand 1983 |
| 1979                                                      | Kurdischer Aufstand im Iran 1979                                                     | Iran                                  | Niedergeschlagen, auch mit Hilfe der PDK |
| 1983–1985                                                 | Kurdischer Aufstand 1983                                                             | Irak                                  | Unentschieden, führte zur Anfal-Operation |
| 27. November 1978 bis heute                               | Türkisch-kurdischer Konflikt                                                         | Türkei                                | Beide Seiten behaupten, den bewaffneten Kampf beenden zu wollen |
| 1986–1996                                                 | PDKI-Aufstand 1986–1996                                                              | Iranische Regierung                   | Niedergeschlagen; PDKI erklärt unilateralen Waffenstillstand |
| 12. März 1986 – 7. Juni 1989                              | Anfal-Operation                                                                      | Autonome Region Kurdistan ( Irak)     | Aufstand wurde geschwächt, aber nicht unterdrückt. Zerstörung von 4.500 Dörfern, einige Vorgehensweisen der irakischen Armee werden als Genozide eingestuft |
| 1. März – 5. April 1991                                   | Aufstand im Irak 1991                                                                | Irak, Autonome Region Kurdistan       | Kurdischer Sieg; Festigung der Autonomen Region Kurdistan |
| Mai 1994 – 24. November 1997                              | DPK-PUK-Konflikt                                                                     | Autonome Region Kurdistan ( Irak)     | Waffenstillstand; Schaffung von zwei kurdischen Verwaltungen (In Erbil und Sulaimaniya) |
| März 2004                                                 | Unruhen in Qamischli 2004                                                            | Syrien                                | Niedergeschlagen |
| 2004–heute                                                | Iran-PJAK Konflikt                                                                   | Iran                                  | Andauernd |
| 2012–heute                                                | Krieg in Syrien                                                                      | Syrien                                | Kurdische Kämpfer verschiedener Organisationen haben 365 Städte und Ortschaften im syrischen Kurdistan und zwei Distrikte in Aleppo im Jahr 2012 eingenommen. |
| 2014–9. Juli 2017                                         | Krieg im Irak gegen den IS                                                           | Irak, Autonome Region Kurdistan       | 2015 wurden durch mehrere Operationen, an denen insbesondere die kurdischen Streitkräfte der Peschmerga beteiligt waren, große Teile des Nordens des Iraks von der Terrormiliz Islamischer Staat befreit. Im Zuge einer Großoffensive der irakischen Streitkräfte zur Rückeroberung der nordirakischen Stadt Mossul im Juli 2017 wurde der Irak vollständig zurückerobert. |